# علی سلیمی
علی سلیمی آلود (۱۳۰۱–۱۳۷۶) نوازنده تار و آهنگساز ایرانی بود.

## زندگی
علی سلیمی به سالِ ۱۳۰۱ در باکو مرکز جمهوری سوسیالیستی آذربایجان شوروی در خانواده‌ای اردبیلی
زاده شد. پدرش ظهراب از روستای مهماندوست در اردبیل (دهستان مهماندوست) برای کار به باکو رفته بود و مادرش حافظ قرآن بود. خانواده وی از اهالی اردبیلبودند که در زمان حکومت استالین برای کار به باکو رفته بودند. با روی کار آمدن بلشویک‌ها در شوروی و فشار مبنی بر اخراج مهاجرین ایرانی مبنی بر اینکه یا شناسنامه شوروی را اخذ کرده و در آنجا بمانند یا به ایران بازگردند و شناسنامه ایرانی در ایران دریافت کنند خانواده سلیمی هم به مانند دیگر خانواده‌های اردبیلی ساکن در باکو
مانند محمود دست پیش نوازنده تار، اسماعیل چشم‌آذر نوازنده کمانچه، لطیف طهماسبی زاده نوازنده قاوال، عادل آخوندزاده آهنگساز و نوازنده تار، سیف‌الله ابراهیم پور رهبر ارکستر ،صفرعلی جاویدرهبر ارکستر و … به زادگاه پدریشان اردبیل بازگشته و در آنجا شناسنامه ایرانی (متولد اردبیل) صادر گردید و در اردبیل بزرگ شد... تا ۱۶ سالگی در آنجا زیست. پس از آن همراه خانواده‌اش به زادگاه پدرش، اردبیل بازگشت. در سال ۱۳۳۲ رهبر ارکستر آذربایجانی رادیو ایران شدهمسر اول او بانو سونا گرمرودی بود که حاصل ازدواج آنها یک پسر به نام سلیم است. علی پیش از جدایی از سونا در سال ۱۳۳۸ با همکارش، فاطمه قنادی (وارتوش ماچکالیانس) ازدواج کرد و سپس با همسر اولش متارکه نمود. حاصل ازدواج آنها دو فرزندِ دختر «سئویل» و پسر «یاشار» است. سونا همسر اول علی سلیمی که زنی تحصیل‌کرده و متدین بود پس از جدا شدن از علی هیچ‌گاه ازدواج نکرد و همراه تنها فرزندش سلیم، به مازندران رفت (قائمشهر) و به تنهایی فرزندش را پرورش داد. وی تا آخر عمر همیشه عاشقانه از علی یاد می‌کرد.
در سال ۱۳۴۲ ارکستر آذربایجانی رادیو ایران منحل شد ولی علی سلیمی به آهنگ‌سازی ادامه داد. موسیقی «آیریلیق» براساس شعری از رجب ابراهیمی (فرهاد) محصول این دوره‌است که رشید بهبودوف نیز آن را در باکو اجرا کرده‌است.
علی سلیمی دربارهٔ ترانهٔ آیریلیق می‌گوید: «درد و غمی که به خاطر جدایی از سرزمین مادری در بین مردم دو سوی ارس دیده می‌شد، مرا ترغیب می‌کرد تا ترانه‌ای برای این موضوع بنویسم. زمانی که نه رژیم پهلوی و نه حکومت سوسیالیستی اجازهٔ دیدار از اقوام آن طرف ارس را به ما نمی‌دادند».
سلیمی در سالِ ۱۳۵۸ به عنوانِ رهبرِ ارکسترِ رادیو و تلویزیونِ مرکزِ تبریز انتخاب و تا زمانِ مرگ در این سمت فعالیت کرد. در ضمنِ فعالیت در ارکسترِ تلویزیون، اقدام به تأسیسِ آموزشگاهِ خصوصیِ موسیقی کرد که هنرآموزان بسیاری در آن آموزشگاه به آموختنِ موسیقی پرداخته‌اند.
از آثارِ مکتوبِ علیِ سلیمی می‌توان به «متدِ تارِ آذربایجانی» اشاره کرد. از ویژگی‌های این کتابِ آموزشی این است که تکنیک‌های نواختنِ تارِ آذربایجانی به روشِ پیشینیان ارائه شده‌است. در حالِ حاضر استفاده از چهار انگشتِ دستِ چپ برایِ گرفتنِ سیم در جمهوریِ آذربایجان رایج است و در متدِ سعید رستموو نیز گرفتنِ سیم با چهار انگشت ارائه شده‌است. در متدِ سلیمی از پنج انگشتِ دستِ چپ برایِ گرفتن سیم استفاده می‌شود.
در سالِ ۱۳۶۷ شمسی سلیمی به گرفتنِ دکترایِ افتخاریِ موسیقی از طرفِ وزارتِ فرهنگ و ارشاد ایران نایل شد. گفتنی است که دو اثر ماندگارِ او به نام‌هایِ آیریلیق با ترانه ای از رجب ابراهیمی و «سیزه سلام گتیرمی‌شم» با ترانه ای از محمود دست پیش در بسیاری از ممالک ترک‌زبان به طورِ گسترده‌ای شناخته شده و اجراهایِ گوناگونی از آنها ارائه شده‌است. او سال‌های پایانی عمر خود را در تبریز گذراند و تأثیر به‌سزایی بر رشد و گسترش موسیقی آذربایجانی گذاشت.
تندیس او به عنوان «آهنگ‌ساز برجستهٔ شرق» در یونسکو نصب شده‌است.
فیلمی از تارنوازی ایشان قابل دیدن می‌باشد.
اکبر جدی سازنده تار در اردبیل معتقد است «اردبیل پس از استاد علی سلیمی نوازنده ای به آن درجه مهارت به خود ندیده‌است».
- در کتب درسی استان‌شناسی اردبیل که توسط سازمان پژوهش و برنامه‌ریزی آموزشی کشور در سال تحصیلی ۱۳۹۹–۱۴۰۰ چاپ و نشر گردیده‌است در معرفی «علی سلیمی» بدین نحو نگاشته شده‌است:

از موسیقیهای معروف دیار ما آهنگ و شعر آپاردی سل لر ساران است که از جور و ستمی که خوانین نسبت به رعایا روا می‌داشتند، پرده برداشته و ایستادگی، رشادت، مردانگی، غیرت، وفاداری و شرف دختران محجوب این خطه را سروده و به عنوان یک الگوی بینظیر و مثال زدنی برای نسل امروزی معرفی می‌کند. از جمله اساتید بی دبیل این عرصه می‌توان به استاد فقید علی سلیمی که اصالتاً
ازاستان ما بوده و در نوازندگی تار و آهنگسازی و ساختن ترانه‌ها و تصنیفهای حماسی و عاشقانه بسیار ماهر، توانا و قدرتمند بوده‌است. وی در دوران ۸ سال دفاع مقدس آهنگهای متعددی در حمایت از مرز و بوم ایران اسلامی ساخته و پرداخته‌است. ازجمله آثار با ارزش وی می‌توان به «آیریلیق، قهرمانلار، وطنیم و سیزه سلام گتیرمیشم» اشاره کرد.

## گذر مشاهیر اردبیل
با افتتاح گذر مشاهیر اردبیل در مجتمع فرهنگی و هنری فدک اردبیل، حسن نجفلو و داود جلایی در رشته تئاتر، علی سلیمی در رشته موسیقی، یونس فرزانه در رشته عکاسی، اسکندر اکبرزاده در رشته نقاشی، سید محمد میر جوادی در رشته خطاطی و نقاشی، رسول ملا قلی پور در حوزه سینما، رضا سیدحسینی نویسنده و مترجم، صالح عاصم کفاش اردبیلی شاعر، عمران صلاحی طنز نویس و شاعر، امیرحسین فردی در رشته ادبیات کودک و داستان‌نویسی، دکتر حسن احمدی گیوی نویسنده و پژوهشگر و استاد رحیم مؤذن زاده اردبیلی مداح و مؤذن شهیر جهان اسلام هنرمندانی هستند که در گذر مشاهیر اردبیل گنجانده شده‌اند.

## یادواره علی سلیمی در اردبیل
- همزمان با شب شعر و موسیقی به مناسبت روز ملی اردبیل در تالار فدک اردبیل در ۶ مرداد ۱۳۹۶، از او به عنوان چهره شاخص موسیقی استان اردبیل تجلیل بعمل آمد.[۱۹][۲۰]
- در جهت بزرگداشت یاد و خاطره هنرمند شهیر اردبیل استاد علی سلیمی، همزمان با برگزاری موسیقی مقامی آذربایجان در اردبیل در سال ۱۳۸۷ با حضور استاد نصرالله ناصح پور ردیف دان برجسته اردبیلی موسیقی ایرانی، پروفسور توفیق باکی خانف آهنگساز شهیر و استاد مهلت مسلم اف نوازنده صاحب نام تار آذری از کشور جمهوری آذربایجان نیز برگزار گردید.[۲۱]

## آثار ضبط شده
آلبومی از او بنام تار آذربایجانی در قالب یازده بخش توسط مؤسسه فرهنگی-هنری ماهور نشر گردیده‌است.

## آثار موسیقایی
- آیریلیق
- گول‌اردبیل
- سیزه سالام گتیرمیشم
- حیدربابا
- ایلقار
- باهار گلدی
- راحله
- آغلاما
- لاله
- یاداسالارسان منی
- مارش
- قهرمانلار
- ساللانا ساللانا
- سلام
- وطنیم
- سهندیم
- تبریزیم
- لگاتو
- کهلیک
- کوراوغلو
- سؤزلر
- اؤلکه‌میز
- علی دیر

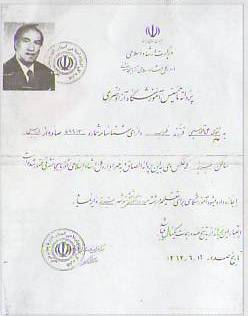
پروانه تأسیس آموزشگاه (شناسنامه صادره از اردبیل)
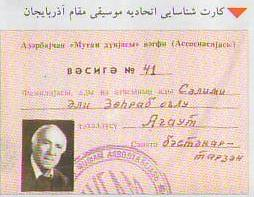
مدرک نمره ۵ موسیقی آذربایجانی(xalg artisti)
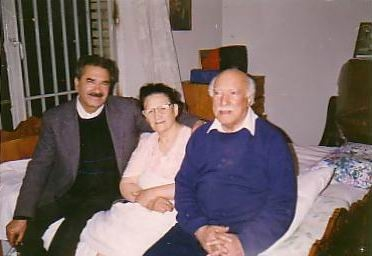
علی سلیمی(راست)، وارتوش ماچکالیانس(همسر استاد) ورجب ابراهیمی
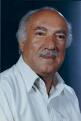
علی سلیمی
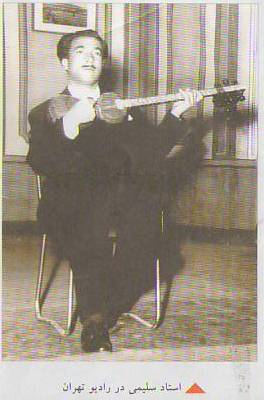
علی سلیمی
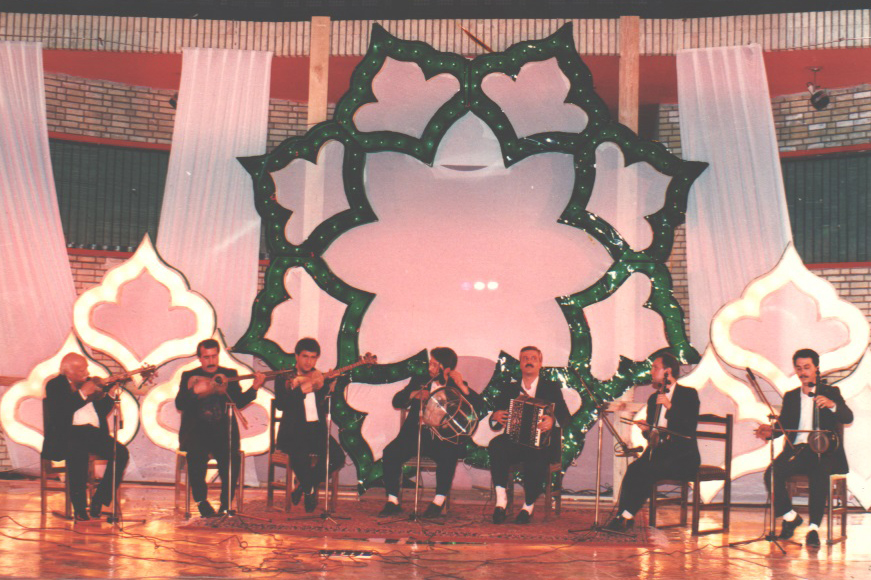
در کنسرت موسیقی آذربایجانی
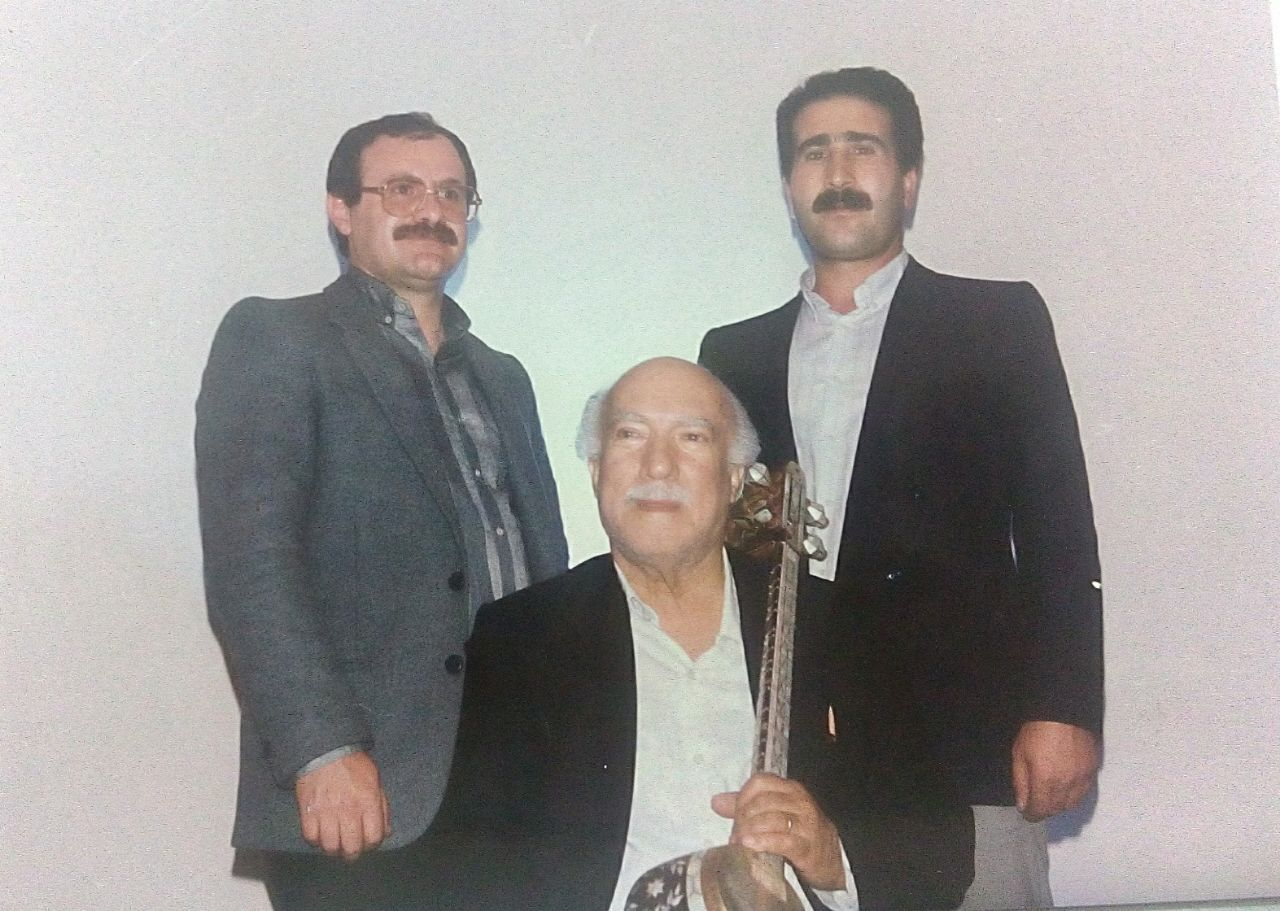
علی سلیمی نشسته در وسط